# Королевские дети (фильм)
«Королевские дети» (нем. Königskinder; известен как «Непобедимая любовь») — романтическая военная драма ГДР 1962 года режиссёра Франка Байера.

## Сюжет
Действие начинается в 1930-е годы. Магдалена, Михаэль и Юрген — дети из рабочих семей Берлина. Между парнями возникает соперничество за девушку.
С приходом к власти нацистов их отношения подвергаются долгому, суровому испытанию. Юрген становится штурмовиком СА. Михаэль, молодой каменщик и коммунист, за антигитлеровскую пропаганду приговорен к 15 годам концлагерей. Магдалена, которая всегда с тревогой смотрела на его политическую деятельность, теперь встает на его место. Когда она тоже подвергается опасности ареста, Юрген спасает её, и она бежит в СССР.
С началом войны Михаэля отправляют из концлагеря в штрафной батальон, где он снова встречает Юргена унтер-офицером. Вместе они лежат в окопах Второй мировой войны. Михаэль переходит на сторону Красной Армии. По заданию комитета «Свободная Германия» Михаэль возвращается в батальон и призывает солдат сдаться, в чём ему неожиданно помогает Юрген.
Когда Михаэль добирается до Москвы, надеясь на встречу с любимой, но он лишь мельком видит её садящейся на самолёт и улетающую на задание в немецкий тыл. Он пытается позвать её, но она его не слышит. Финал фильма — увидятся ли эти двое влюблённых когда окончится война — остаётся открытым, но учитывая лейтмотив названия - они никогда больше не встретятся.

## В ролях
В главных ролях:
- Аннекатрин Бюргер — Магдалена
- Армин Мюллер-Шталь — Михаэль
- Ульрих Тайн — Юрген

В остальных ролях:
- Марга Легаль — мать
- Шарлотте Кютер — Ханна Бартельс
- Моника Леннарц — Катя
- Гертрауд Крайсиг — Урсула, учительница
- Наталья Ильина —  Вера
- Талла Новикова — пилот
- Леонид Светлов — Саша, советский солдат
- Николай Лукинов — советский майор
- Вальтер Лендрих — Шрётер
- Гюнтер Нойман — Герберт, солдат
- Фред Дельмаре — Альберт, солдат
- Эрик Фельдре — Эрик, солдат
- Манфред Круг — гауптман
- Хорст Йонишкан — юный солдат
- Эрих Брауэр — Рёдер
- Йоханнес Маус — Шустер
- Клаус Герке — эпизод
- Нико Турофф — эпизод
- и другие

## Реальная основа
Фильм снят по сценарию Вальтера Горриша и является отчасти автобиографичным: рабочий-строитель, член Коммунистической партии Германии и подпольщик, в 1940 году он был приговорён к трём годам тюрьмы, в 1943 году в составе 999-го штрафного батальона Вермахата был направлен на Восточный фронт, где в 1944 году будучи в Крыму перешёл на сторону Красной Армии.

## Название фильма
Название отсылает к немецкой народной песне-басне «Es waren zwei Königskinder» о влюблённых «королевских детях, которые не могут быть вместе».

История «Королевских детей» разворачивается гораздо более драматичнее истории в басне. Она колеблется от простейшей человеческой ситуации до крайнего драматического обострения в соответствии с законами жестокой фашистской войны.
Оригинальный текст (нем.)Die Geschichte der Königskinder vollzieht sich in einer viel weiteren dramatischen Fabel. Sie schwingt von der einfachsten menschlichen Situation bis in die extreme dramatische Zuspitzung unter den Gesetzen des brutalen faschistischen Krieges.
— режиссёр фильма Франк Байер, Progress-Dienst, № 23/62

## Критика
Фильм посмотрели 800 000 зрителей в ГДР, «Берлинская газета» за 5 сентября 1962 года так описывала впечатляющий эффект фильма после посещения кинотеатра:

Остаётся трагедия, которую вы вынуждены обдумывать, когда выходите из кинотеатра. Это больше, чем призыв не допустить новой войны. Царские дети говорят с каждым человеком, неизменно требовательно и громко, неслышно.Оригинальный текст (нем.)Es bleibt eine Tragik, die man zu durchdenken gezwungen ist, wenn man aus dem Kino geht. Es ist mehr als ein Appell, einen neuen Krieg nicht zuzulassen. Die Königskinder sprechen zu jedem einzelnen, nachhaltig fordernd und laut, unüberhörbar

## Награды
Фильм номинировался на Гран-при «Хрустальный глобус» Кинофестиваля в Карловых Варах (1962), был награждён почетной медалью.